# Porcellio colasi
Porcellio colasi is een pissebed uit de familie Porcellionidae. De wetenschappelijke naam van de soort is voor het eerst geldig gepubliceerd in 1958 door Albert Vandel.